# 페캉

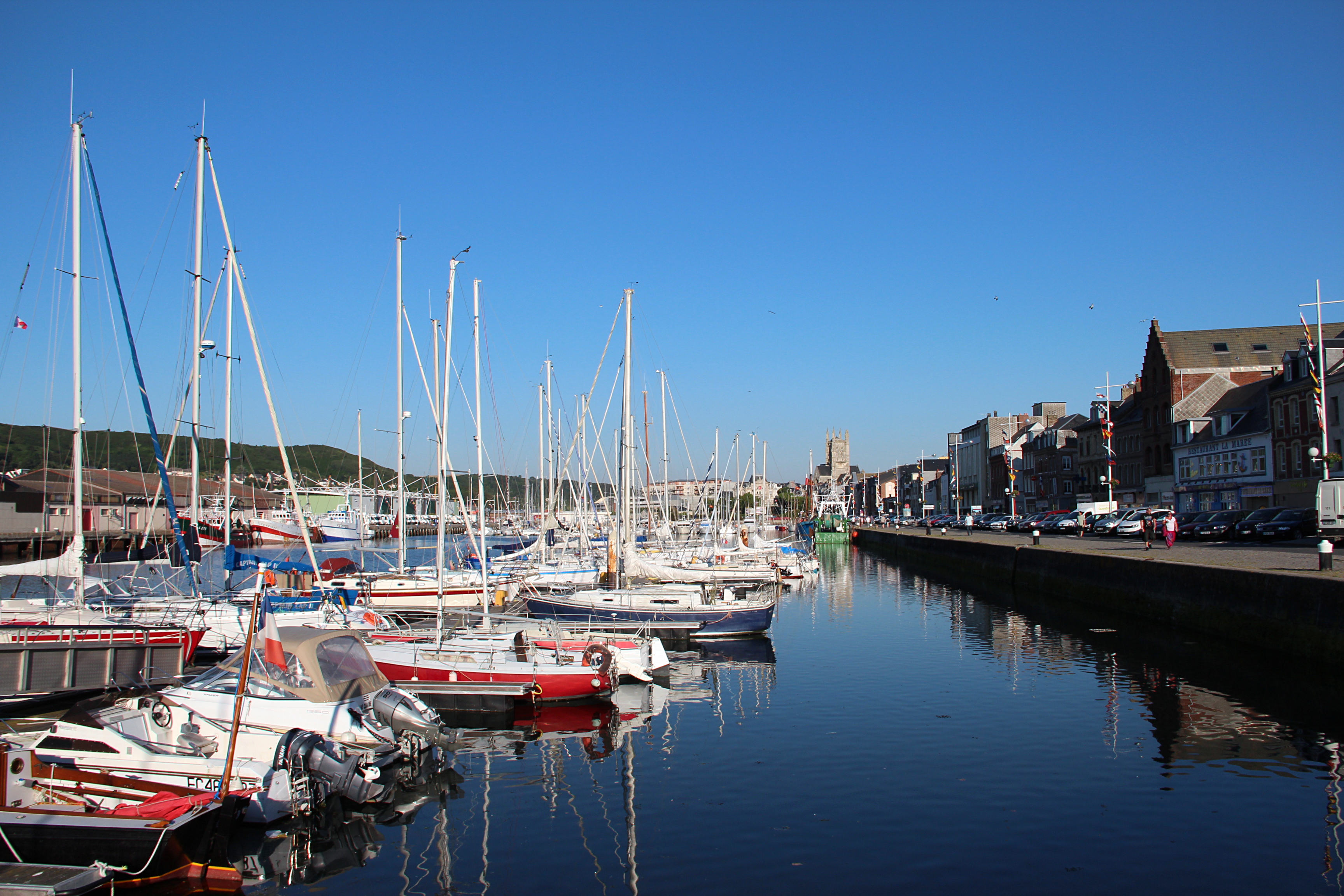
페캉

페캉(프랑스어: Fécamp)은 센마리팀주의 도시로, 인구는 19,914명이다.